# مانفرد لیندنر
 مانفرد لیندنر (انگلیسی: Manfred Lindner؛ زاده ۱۹۵۷) یک فیزیک‌دان اهل آلمان است.